# Munyoro Nyamau
Hezekiah Munyoro Nyamau (Riangombe Nene, 5 de dezembro de 1942) é um ex-velocista queniano, campeão olímpico em Munique 1972.
Estreou em Jogos Olímpicos na Cidade do México 1968, quando conquistou uma medalha de prata no revezamento 4x400 metros. Dois anos depois, nos Jogos da Comunidade Britânica de 1970, conquistou a medalha de ouro nos 4x400. Em Munique 1972 obteve a maior vitória de sua carreira, ao se sagrar campeão olímpico no revezamento 4x400 m junto aos compatriotas Julius Sang, Robert Ouko e Charles Asati.
Nyamau alistou-se no exército queniano em 1963 e serviu na carreira militar enquanto atleta, até aposentar-se em 1997.